# هوندا سنتر
هوندا سنتر (بالإنجليزية: Honda Center)‏ هي ساحة داخلية تقع في آناهايم، كاليفورنيا، الولايات المتحدة.